# Null-Eins-Gesetz von Hewitt-Savage
Das 0-1-Gesetz von Hewitt-Savage ist ein Satz der Wahrscheinlichkeitstheorie, der wie alle Null-Eins-Gesetze Aussagen darüber trifft, wann ein Ereignis fast sicher (also mit Wahrscheinlichkeit 1) eintritt oder fast unmöglich ist (also Wahrscheinlichkeit 0 besitzt).

## Aussage
Gegeben sei eine Folge von unabhängig und identisch verteilten Zufallsvariablen {\displaystyle (X_{n})_{n\in \mathbb {N} }} und {\displaystyle {\mathcal {E}}} die austauschbare σ-Algebra der Folge. Dann ist {\displaystyle {\mathcal {E}}} P-trivial, es ist also für jedes Ereignis {\displaystyle E\in {\mathcal {E}}} entweder {\displaystyle P(E)=0} oder {\displaystyle P(E)=1}.

## Herleitung
Die Herleitung basiert auf dem Kolmogorowschen Null-Eins-Gesetz. Dieses besagt, dass die terminale σ-Algebra einer Folge von unabhängig identisch verteilten Zufallsvariablen immer P-trivial ist. Da aber unabhängig identisch verteilte Zufallsvariablen immer auch austauschbare Familie von Zufallsvariablen sind, gilt dann auch für jedes austauschbare Ereignis {\displaystyle E\in {\mathcal {E}}}, dass ein terminales Ereignis {\displaystyle B\in {\mathcal {T}}} existiert, so dass {\displaystyle P(E\,\triangle \,B)=0} gibt. Daraus folgt die Aussage.